# Chiesa di Santa Valburga (Martello)
La chiesa di Santa Valburga (in tedesco Kirche St. Walburg), anche nota come chiesa di Santa Valpurga, è la parrocchiale di Martello in Alto Adige. Fa parte del decanato di Silandro nella diocesi di Bolzano-Bressanone e risale al XIII secolo.

## Descrizione
La chiesa è un monumento sottoposto a tutela col numero 15854 nella provincia autonoma di Bolzano.